# Vuči Do
Vuči Do (cyr. Вучи До) – wieś w Czarnogórze, w gminie Cetynia. W 2003 roku liczyła 3 mieszkańców.